# Revista Brasileira de Estudos da Presença
A Revista Brasileira de Estudos da Presença é um periódico científico editado pela UFRGS. Publicada desde seu lançamento em 2011, faz parte da Coleção do Scielo e está indexada em vários indexadores como Latindex e DOAJ.
Na avaliação do Qualis realizada pela CAPES, este periódico foi classificado no extrato A1 para as áreas de Artes e Educação.